# 小田邦博
小田 邦博（おだ くにひろ、1945年（昭和20年）8月 - ）は、日本の航空自衛官。第37代航空総隊司令官。第2代内閣衛星情報センター所長。

## 略歴
千葉県出身
- 1969年（昭和44年）3月：防衛大学校（第13期）卒業、航空自衛隊入隊[1]
- 1987年（昭和62年）4月：1等空佐、在ポーランド日本国大使館防衛駐在官
- 1990年（平成02年）
  - 5月16日：航空幕僚監部調査部付
  - 8月1日：航空幕僚監部調査部調査第2課情報第3班長
- 1991年（平成03年）7月1日：自衛隊岐阜地方連絡部長
- 1994年（平成06年）4月1日：航空幕僚監部調査部調査第2課長
- 1995年（平成07年）6月30日：空将補に昇任、第8航空団司令兼築城基地司令
- 1997年（平成09年）3月26日：航空幕僚監部監察官
- 2000年（平成12年）12月10日：空将に昇任、南西航空混成団司令
- 2001年（平成13年）3月27日：航空幕僚副長
- 2002年（平成14年）3月22日：航空教育集団司令官
- 2003年（平成15年）3月27日：第37代 航空総隊司令官に就任
- 2004年（平成16年）8月30日：退官
- 2005年（平成17年）4月1日：第2代 内閣衛星情報センター所長
- 2008年（平成20年）8月31日：同所長退職
- 2015年（平成27年）11月3日：瑞宝重光章受章

## 栄典
- 瑞宝重光章 - 2015年（平成27年）11月3日